# 호수동
호수동(湖水洞)은 경기도 안산시 단원구의 행정동이다.

## 개요
호수동은 안산시 신도시 2단계 개발 계획에 의한 신도시 중앙에 위치하며, 대규모 아파트 단지와 일반주택 단지가 어우러진 주거도시이다. 교육, 문화, 상업, 업무 시설이 밀집한 다양한 도시 구조를 형성하고 있다. 1988년 10월 1일 중앙동이 고잔1, 2동, 성포동으로 분동하였고, 2003년 3월 3일에는 고잔1동에서 호수동이 분동하였다.

## 법정동
- 고잔동

## 교육
- 송호초등학교
- 슬기초등학교
- 송호중학교
- 고잔고등학교
- 양지초등학교
- 양지중학교
- 양지고등학교
- 안산진흥초등학교

## 교통
- 고잔역
- 중앙역

## 주거
| 단지명                   | 건설사                | 시행사                     | 주소                  | 주소   | 입주        | 비고 |
| ------------------------ | --------------------- | -------------------------- | --------------------- | ------ | ----------- | ---- |
| 고잔네오빌 6단지         | 동아건설산업          | 대한주택공사               | 단원구 광덕동로 78    | 고잔동 | 2000년 5월  |      |
| 고잔그린빌 7단지         | 대원실업㈜ 대아건설㈜ | 대한주택공사               | 단원구 광덕2로 216    | 고잔동 | 2001년 11월 |      |
| 고잔그린빌 8단지         | 두산건설              | 대한주택공사               | 단원구 광덕2로 241    | 고잔동 | 2001년 11월 |      |
| 고잔그린빌 9단지         | 두산건설 삼능건설㈜   | 대한주택공사               | 단원구 안산천남로 245 | 고잔동 | 2001년 11월 |      |
| 안산 고잔 1차 푸르지오   | 대우건설              | 대우건설㈜                 | 단원구 광덕동로 26    | 고잔동 | 2001년 4월  |      |
| 안산 고잔 3차 푸르지오   | 대우건설              | 대원주택㈜                 | 단원구 광덕3로 201    | 고잔동 | 2003년 4월  |      |
| 안산 고잔 4차 푸르지오   | 대우건설              | 대원주택㈜                 | 단원구 적금로 76      | 고잔동 | 2003년 3월  |      |
| 안산 고잔 5차 푸르지오   | 대우건설              | 대우건설㈜                 | 단원구 광덕2로 121    | 고잔동 | 2003년 5월  |      |
| 안산 레이크타운 푸르지오 | 대우건설              | 안산레이크타운피에프브이㈜ | 단원구 광덕동로 25    | 고잔동 | 2016년 2월  |      |

- 금강주택㈜
  - 양지마을 - 2001년 9월 입주
  - 단원마을 - 2002년 9월 입주